# Erik Silfverberg
Erik Silfverberg, född 1 oktober 1934, död 21 november 2013, var en frälsningssoldat, sångförfattare och kompositör i Danmark. Han arbetade vid Frälsningsarméns högkvarter i Köpenhamn och som civilingenjör på Den Grafiske Højskole.
I över 40 år var Erik Silfverberg dirigent, först för en ungdomsorkester och senare för en "seniororkester" hos Frelsens Hær (Frälsningsarmén) i Valby. Som kompositör har han under årens lopp fått ett 50-tal av sina verk utgivna på Frälsningsarméns förlag i New York, London, Oslo och Stockholm.

## Sånger
- Jag giver mitt allt åt Jesus (alternativ melodi)